# Конан (Айті)

Ко́нан (яп. 江南市, こうなんし, МФА: [koːnan ɕi̥]?) — місто в Японії, в префектурі Айті. Розташоване в північно-західній частині префектури, в центрі рівнини Міно-Оварі, на південному березі річки Кісо.   Виникло на основі сільських поселень раннього нового часу. Отримало статус міста 1954 року. Площа становить 30,17 км². Станом на 1 серпня 2011 року населення складало 99 568  осіб, густота населення — 3300 осіб/км².  Основою економіки є целюлозно-паперова промисловість, хімічна промисловість, товарне садівництво, комерція.   